# Пиџама
Пиџама је одевни предмет који се користи приликом спавања. На различитим језицима се слично назива јер реч пиџама потиче из персијског језика: pai значи „нога” и jama значи „одећа”.

## Историјат
У Европи су пиџаме почеле да се користе од 1870. године као одећа за ноћ, иако су из Индије донесене знатно раније, почетком 17. века. Изгледа да су од Европљана за пиџаме сазнали први Португалци када су допловили до западних обала северне Индије. У извештају из 1610. године, Португалци су описивали одећу пацијената у болници у Гои као лагане панталоне и кошуљу. Енглези који су боравили у Индији два века након тога су и сами прихватили пиџаме, о чему говори извештај из 1828. године. У извештају се помиње угледни енглески господин који је волео да носи пиџаму.

## Материјал и дизајн
Израђују се од меких тканина попут памука, свиле или сатена, али и од вештачких материјала као што је полиестер. С обзиром да се користи за спавање, требало би да буде удобна и широка. Раније је мушка пиџама била фланелска и на пруге, а женска светлих боја, док су цветови били најчешћи дезен. Данас нема правила по питању дезена, па чак ни по питању доба дана и прилике када се пиџама носи. Уобичајено је да Кинескиње иду у продавницу обучене у пиџаму. За зиму 2008/2009. модни креатори препоручују пиџаму као обавезни модни детаљ по кући, а и увек је актуелна и тзв. „пиџама парти”.

## Технологија
Најновије техничко достигнуће су свилене „дермасилк” пиџаме са капуљачом које регулишу телесну температуру, али и штите од бактерија и алергија. Недостатак ових нових пиџама је што су скупе и што их још увек има мали број на тржишту.